# Billy Stark
William „Billy“ Stark (* 1. Dezember 1956 in Glasgow) ist ein ehemaliger schottischer Fußballspieler und heutiger -trainer.

## Karriere

### Spieler
Stark wurde in Glasgow geboren. Seine erste Profistation war FC St. Mirren, ein Verein aus Paisley, was ungefähr 13 Kilometer von seinem Geburtsort entfernt ist. Am 30. August 1975 gab Stark beim 2:2-Unentschieden gegen Queen of the South sein Debüt für St. Mirren, eine Woche später schoss er beim gleichen Endstand gegen Greenock Morton sein erstes Tor für seinen Verein. In der Saison 1976/77 wurde der Schotte mit seinem Club Erster in der Scottish Football League First Division und stieg in die Scottish Premier League, die damals noch Scottish Premier Division hieß, auf. Im folgenden Jahr schloss St. Mirren die Erstligasaison auf dem 8. Platz ab, was den Klassenerhalt bedeutete. 1983 wechselte er zum Ligakonkurrenten FC Aberdeen, was zwar nicht seine längste Station, dennoch aber seine erfolgreichste Zeit war. Gleich in seinem ersten Jahr bei Aberdeen gewann er das Double, also die schottische Meisterschaft und den Scottish FA Cup. Auch den europäischen Supercup gewann er in seiner ersten Saison beim FC Aberdeen. Im Folgejahr gewann Stark erneut die schottische Meisterschaft, was die letzte Meisterschaft eines anderen Vereins als Celtic Glasgow oder den Glasgow Rangers ist. 1985/86 gewann er auch den schottischen Ligapokal. Im Jahr 1987 wurde er von Celtic Glasgow verpflichtet, in seinem ersten Jahr konnte er dort erneut das Double gewinnen. 1990 wechselte er zum FC Kilmarnock, er verließ den Club im Jahr 1992 um als Trainer und Spieler bei Hamilton Academical aktiv zu werden. Nach nur einem Jahr verließ er Hamilton Academical aber schon wieder und spielte noch ein Jahr beim FC Kilmarnock, bevor er im Jahr 1994 seine Karriere als Aktiver beendete.

### Trainer
1994 wurde er Co-Trainer von Tommy Burns bei Celtic Glasgow. Nachdem Tommy Burns sein Amt bei Celtic niedergelegt hatte, übernahm Stark den Verein für drei Spiele und verließ dann ebenfalls den Verein. Zwischen 1997 und 2000 trainierte er Greenock Morton und zwischen 2001 und 2004 den FC St. Johnstone. Im Jahr 2004 übernahm Stark den schottischen Traditionsverein FC Queen’s Park. Einen großen Erfolg feierte Stark mit Queen’s Park im Ligapokal im August 2006, als man den Erstligisten FC Aberdeen ausschaltete. Das Zweitrundenspiel war nach einem 0:0-Unentschieden ins Elfmeterschießen gegangen, in dem sich Queen’s Park mit 5:3 durchsetzte. In der dritten Runde scheiterte der Verein dann am FC Motherwell.
Im Jahr 2008 verließ er FC Queen’s Park und wurde Nachfolger des Interimstrainer Maurice Malpas, der Archie Knox abgelöst hatte, bei der schottischen U-21-Nationalmannschaft. Nach der Entlassung von Craig Levein Anfang November 2012 übernahm Stark interimistisch das Amt des schottischen A-Nationaltrainers für ein Freundschaftsspiel gegen Luxemburg.

## Erfolge
- Scottish Football League First Division: 1977 (mit FC St. Mirren)
- UEFA Supercup: 1983 (mit FC Aberdeen)
- Schottischer Pokalsieger: 1984, 1986 (mit FC Aberdeen) 1988, 1989 (mit Celtic Glasgow)
- Schottischer Meister: 1984, 1985 (mit FC Aberdeen) 1988 (mit Celtic Glasgow)
- Schottischer Ligapokalsieger: 1986 (mit FC Aberdeen)